# William Kim
William "Bill" Kim es un personaje de ficción de la serie de televisión Prison Break. Es interpretado por Reggie Lee. En la serie se lo presentó como un agente del Servicio Secreto asignado a la presidenta Caroline Reynolds; sin embargo, él es un empleado de alto rango de La Compañía. Kim estaba al parecer a cargo de eliminar a cualquiera  que amenace a la Compañía, como los ocho que escaparon de Fox River y a Aldo Burrows y su red de seguidores. 
Su primera aparición fue en el quinto episodio de la segunda temporada, "Trace 1213", como supervisor de Kellerman. Es un personaje recurrente de la segunda temporada.

## Desarrollo

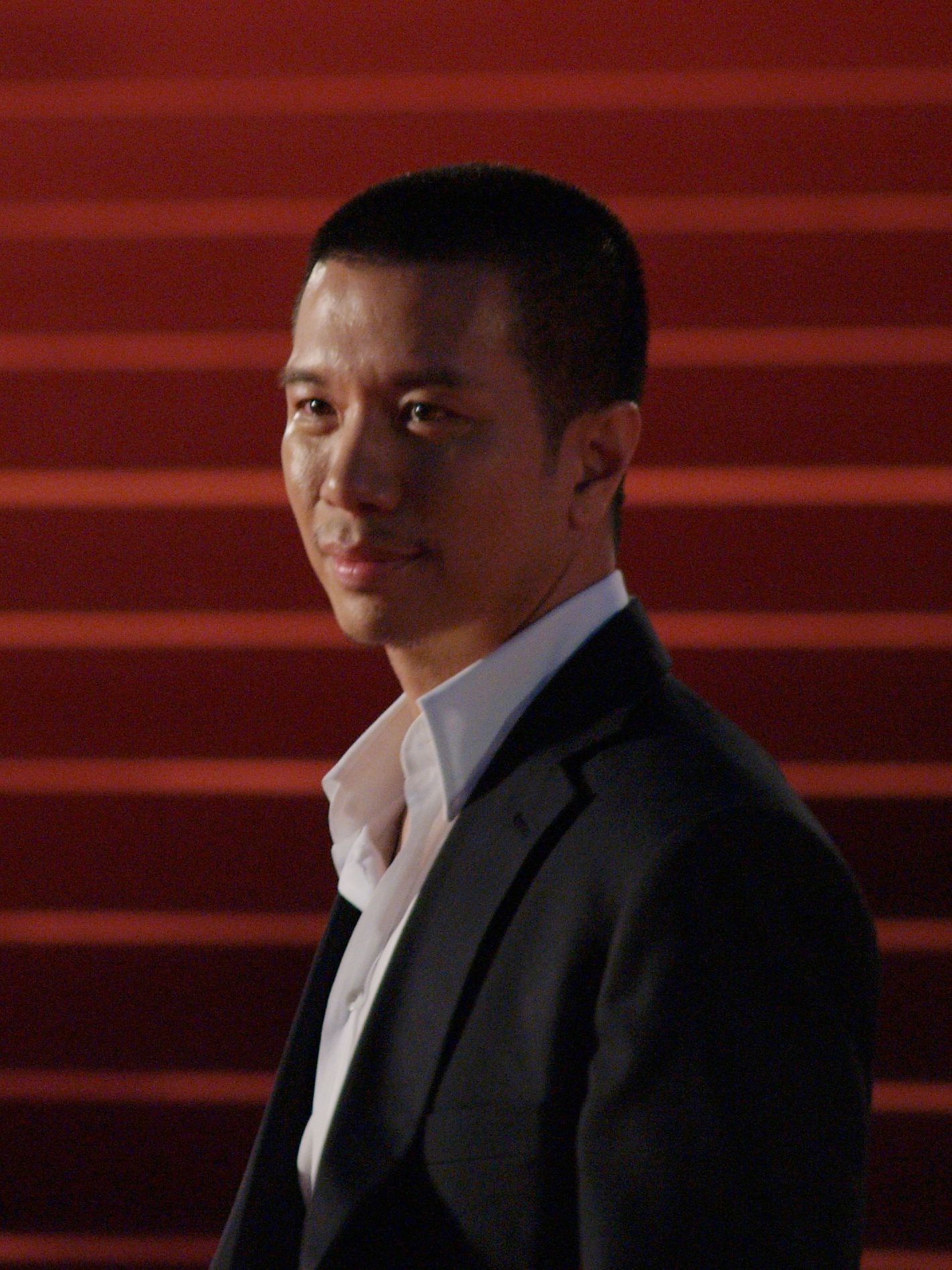
Reggie Lee, actor que interpreta a William "Bill" Kim.

Actúa como un agente intermediario entre presidenta y Paul Kellerman, causando su enfrentamiento. Poco después que los ocho de Fox River escaparon, se convierte en el nuevo supervisor de Kellerman. 
Es  quien manda a Kellerman a seguir a Sara Tancredi hasta que lo lleve a Lincoln Burrows y Michael Scofield, para no intervenir activamente en la caza de los fugados. Está de acuerdo en permitirle continuar vigilando a la doctora Tancredi, pero le reitera que debe informar sólo a él, y no a la presidenta.
Kim descubre que el padre de Sara Tancredi, el gobernador de Illinois Frank Tancredi, vio a Kellerman en el departamento de su hija y lo reconoció, esto era un problema para la conspiración. Por eso pone una orden para el asesinato del gobernador Tancredi, y también de su hija Sara.
El personaje ordena las muertes de varios personajes de la serie para imponer el silencio sobre la conspiración y también fuerza otros a trabajar para él. En "Bolshoi Booze" Kim pide a un agente encubierto que elimine a Lincoln Burrows, L. J. y el padre de Lincoln Aldo Burrows quiénes se habían reunido en la casa de Aldo. Kim también le pide a Kellerman que mate a Sara, que ya ha sido torturada por Kellerman para que dijera donde estaba una evidencia que tenía su padre. Sin embargo, Sara escapa. Cansado de los fracasos de Kellerman, Kim lo saca borrando su identidad y cualquier archivo que lo relaciona a presidenta Reynolds.
Kellerman llama a Kim con un plan para eliminar a Lincoln y Michael. Kim está de acuerdo pero instruye a Alexander Mahone para matar a Kellerman después de que cumpliera su objetivo. El propio superior de Kim (Pad Man), quién sólo se comunica a través de notas escritas a mano, es el que le ordena matar a Kellerman. Sin embargo, Kellerman tenía sus propios planes y traiciona a Kim ayudando a los hermanos. Debido a la traición Kim ordena que Terrence Steadman se mueva a un sitio secundario, pero su orden llega tarde porque Kellerman ya había llegado para capturar a Steadman. Él pone la orden de matar a todos, incluso Steadman, pero antes de que sus agentes actúen Kellerman los asesina.
Kim tuvo una gran frustración cuando fue difundido un vídeo hecho por Michael y Lincoln,  implicando a "La Compañía" y a la presidenta Reynolds de todos sus crímenes. Queriendo ser más listo que Kellerman, Kim usa una agente y un equipo de alteración de voz (para pasarla por Reynolds) para llamarlo y proponerle entregar a los hermanos y que todo volviera a ser como antes, pero este descubre el truco de Kim. Mientras, Kim había enviado a Mahone para eliminar a Charles "Haywire" Patoshik.
Después de conocer que Sara apareció en un club de puros privado, dónde su padre era miembro, Kim intenta recuperar un puerto de USB que contiene evidencia que podría dañar a "La Compañía" y a la presidenta. En el episodio siguiente, Kim sustituye Cooper Green un hombre que podía ayudar a los hermanos con la evidencia que tenían. El impostor intenta recuperar el USB pero falla cuando Michael deduce que el hombre es un farsante. Cuando Kim se entera de que, Benjamín Miles "C-Note" Franklin fue capturado manda a Mahone para que lo mate.
Después de que Michael fue arrestado por el Servicio Secreto en su esfuerzo por chantajear a la presidenta, Kim lo tortura para obtener información sobre la situación de su hermano. Pero Reynolds interviene diciéndole que les dará un perdón presidencial a Lincoln y Michael. Antes de la conferencia de la prensa, Kim la recuerda que La Compañía puede exponer los secretos de Reynolds (refiriéndose al incesto con su hermano Terrence Steadman) así como Michael. Reynolds anuncia entonces que un cáncer maligno le hace resignar la presidencia.
Después de averiguar que Michael y Lincoln estaban en Panamá, Kim procedió intentando usar a Theodore "T-Bag" Bagwell, que había sido capturado, para intentar atrapar a los hermanos. Pero esto fallo cuando Michael acorrala a los dos agentes de “La Compañía” que vigilan a Bagwell.
En el final de la temporada, a pesar del testimonio de Kellerman exonerando a Lincoln y Sara y exponiendo la conspiración, Kim es instruido por Pad Man para matar a Lincoln y meter a Michael en la prisión Sona. Él falla en su misión cuando Sara Tancredi le dispara antes de que él pudiera matar a Lincoln.